# Hypoestes poilanei
Hypoestes poilanei är en akantusväxtart som beskrevs av Raymond Benoist. Hypoestes poilanei ingår i släktet Hypoestes och familjen akantusväxter. Inga underarter finns listade i Catalogue of Life.